# Montdidier (Somme)
Montdidier ist eine französische Gemeinde mit 5978 Einwohnern (Stand 1. Januar 2022) im Département Somme in der Region Hauts-de-France. Sie ist Verwaltungssitz des Arrondissements Montdidier und gehört zum Kanton Roye. Montdidier liegt in der historischen französischen Landschaft Santerre im Tal des Flusses Trois Doms.
Nördlich liegt der kleine Flugplatz Montdidier-Fignières.

## Geschichte
Montdidier war 1883 Erscheinungsort der antisemitischen Wochenzeitung L'Antisémitique, der ersten Zeitung in Frankreich, deren redaktionelles Programm allein auf dem Antisemitismus beruhte. Die Zeitung wurde bereits 1884 eingestellt, hatte aber mehrere Nachfolger.

## Bevölkerungsentwicklung
- 1962: 5430
- 1968: 5828
- 1975: 6204
- 1982: 6194
- 1990: 6262
- 1999: 6328
- 2004: 6029

## Persönlichkeiten
- Fredegunde (545–597), Königin von Neustrien
- Jean François Fernel (1497–1558), Mediziner
- Antoine Parmentier (1737–1813), Agronom
- Albert Wahl (1863–1941), Jurist und Hochschullehrer, lebte in seiner Jugend in Montdidier
- Louis-Lucien Klotz (1868–1930), Finanz- und Innenminister
- Urbain Wallet (1899–1973), Fußballspieler
- André Masset (1910–1975), Fußballspieler
- Jimmy Casper (* 1978), Radrennfahrer